# أليوت فرنسيس
أليوت فرنسيس (بالإنجليزية: Elliot Francis)‏ هو ممثل بريطاني، ولد في 16 أغسطس 1987 في المملكة المتحدة.

## أعمال

### أفلام
- (2007) تكفير[4]
- (2009) هاري بوتر والأمير الهجين
- (2010) هاري بوتر ومقدسات الموت – الجزء 1[5][6]

## وصلات خارجية
- أليوت فرنسيس على موقع IMDb (الإنجليزية)
- أليوت فرنسيس على موقع قاعدة بيانات الفيلم (الإنجليزية)
- أليوت فرنسيس على موقع كينوبويسك (الروسية)